# La Caravel·la
La Caravel·la és un edifici dins del nucli antic de la població de l'Escala, al bell mig de la Platja, formant cantonada entre aquesta i el Carrer Santa Màxima. És una de les construccions que delimiten la Plaça de la Sardana. Aquest edifici va ser concebut com a salí, Salazones y Conservas E. Juhé Bruguera. A l'Escala hi ha documentats deu salins o indústries de salaó des del segle xviii.

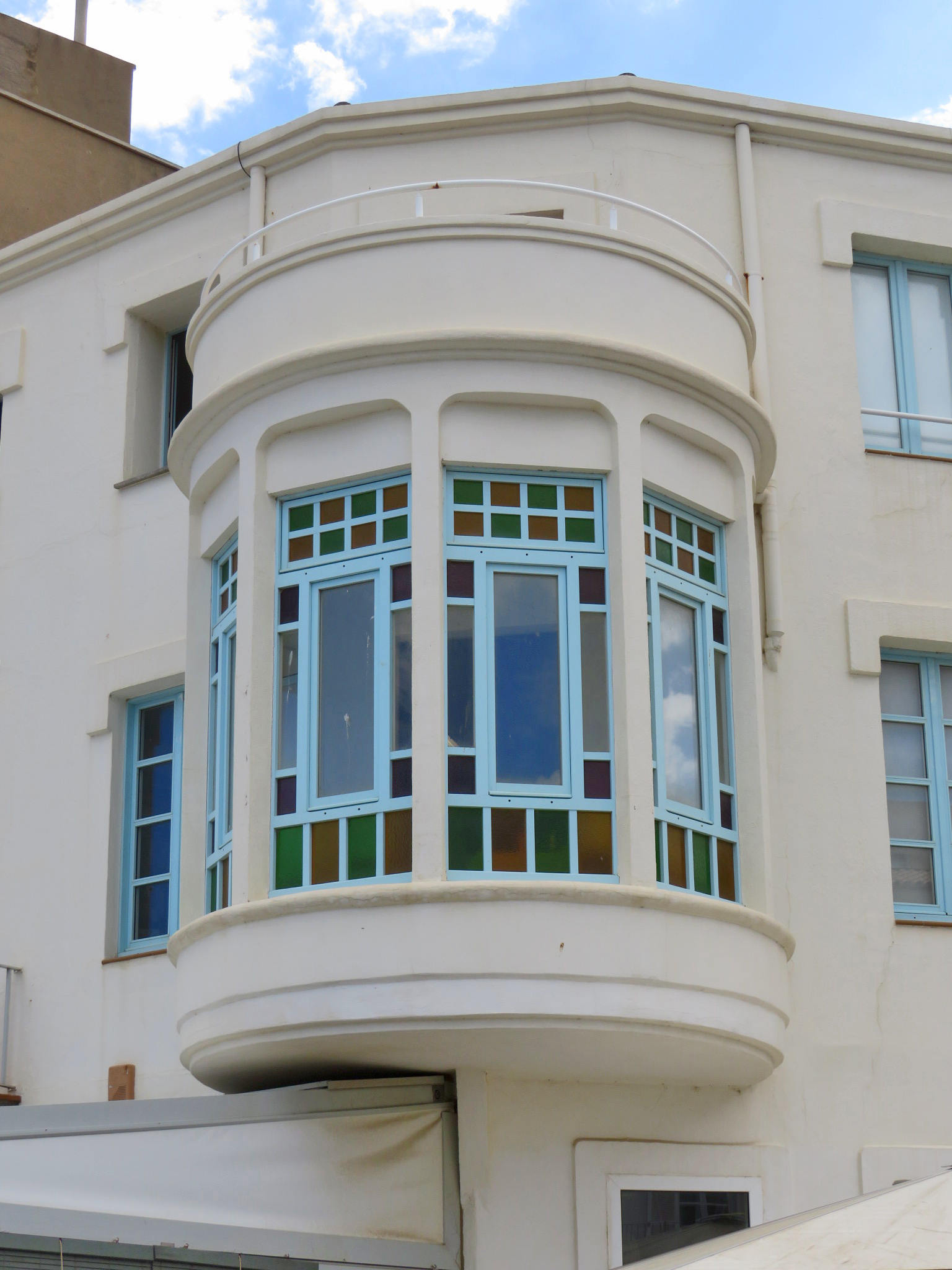
Tribuna cantonera

Edifici de planta irregular, amb la coberta a dues aigües de teula, distribuïda en planta baixa i dos pisos. Les façanes presenten obertures rectangulars. A la planta baixa hi ha portals emmarcats d'accés a l'interior, mentre que als pisos, tant les finestres com els finestrals presenten guardapols. Al nivell del primer pis hi ha dos balcons correguts i una finestra a cada façana. En canvi, a la segona planta només hi ha finestres. L'element més destacat de l'edifici és una gran tribuna situada a la cantonada formada per les dues façanes, al nivell dels pisos superiors, on l'estructura passa de cantonada a xamfrà. De planta circular, la tribuna presenta sis grans finestrals rectangulars amb els angles arrodonits i els vitralls de diferents colors. Per la part superior, la tribuna serveix de terrassa al segon pis, amb barana de ferro senzilla. Tota la construcció es troba arrebossada i pintada de color blanc. A la façana encarada a mar hi ha el nom de l'edifici, "Caravel·la", pintat amb lletres grans de color blau, entre la primera i la segona planta.